# Sarubobo

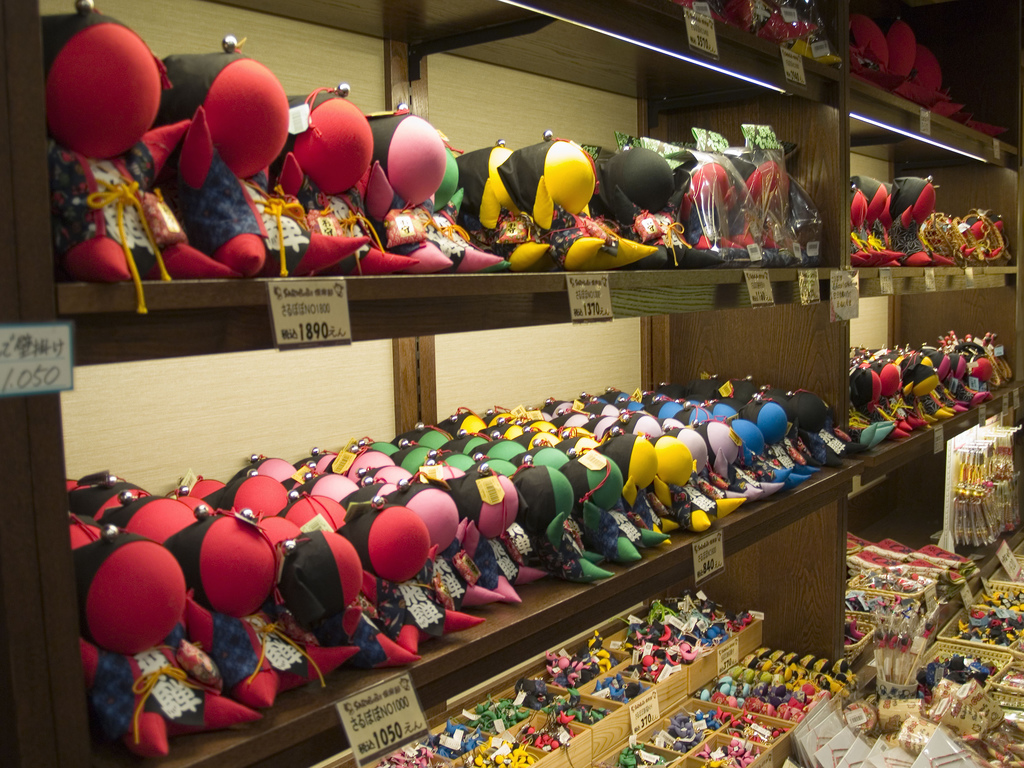
Variedad de sarubobo en un escaparate en una tienda en Japón.

Un sarubobo es un amuleto japonés, asociado particularmente con la ciudad de Takayama en la Prefectura de Gifu. Los sarubobo son muñecos rojos con forma humana, sin características faciales, hechos en varios tamaños. Tradicionalmente, los sarubobos eran hechos por las abuelas para sus nietos como muñecas, y para sus hijas como un hechizo para un buen matrimonio y familia.

## El nombre de sarubobo
Sarubobo puede ser traducido literalmente como "bebe mono". La palabra japonesa para mono es "saru", otra forma para llamarle es "en".  Tenga cuidado al usar esta palabra, pues en Kyushu "bobo" quiere decir genitales femeninos y/o coito.
Existen varias razones por las que el amuleto lleva ese nombre. Los sarubobo están asociados con tres deseos:
- Protección contra cosas negativas.
- Un hogar feliz y una buena pareja.
- Dar a luz fácilmente.

La cara de los sarubobo es tradicionalmente roja, como la cara de las crías de monos.

## Carencia de rostro
Las muñecas sarubobo usualmente no tienen características faciales. La razón para esto es incierta, pero se sugiere que por la tradición de ser hechas por familiares para familiares, usualmente se utilizaban telas usadas de modo que no había necesidad de completarlas con detalle.
Otra idea sugiere que la ausencia de rostro le permiten al propietario reflejar sus emociones en la muñeca.

## Sarubobo moderno
Actualmente los sarubobo son ampliamente comercializados como recordatorios en Takayama, y están disponibles en varios tamaños, colores y formas. Existe incluso una versión de Hello Kitty vestida de sarubobo.
Los diferentes colores de los sarubobo se asocian con diferentes deseos:
- Sarubobo azul - para la suerte en el estudio y en el trabajo
- Sarubobo rosa - para la suerte en el amor
- Sarubobo verde - para la suerte en la salud
- Sarubobo amarillo - para la suerte en el dinero
- Sarubobo negro - para alejar la mala suerte

Existen también diferentes formas de sarubobo llamadas tobibobo.